# Partido Popular de Finlandia
El Partido Popular de Finlandia (en finés: Suomen Kansanpuolue) fue un partido político liberal en Finlandia.

## Historia
El partido se fundó el 3 de febrero de 1951 después de la disolución del Partido Progresista Nacional. En las elecciones de julio de 1951 ganó diez de los 200 escaños en el Parlamento, un aumento de los cinco ganados por el Partido Progresista Nacional en 1948.
El partido logró ganar 13 escaños en las elecciones de 1954, luego su representación se redujo a ocho asientos en las elecciones de 1958. Las elecciones de 1962 vieron ganar al partido 13 asientos. En 1965 se fusionó con la Liga Liberal para formar el Partido Popular Liberal.

## Resultados electorales
| Elección | Votos        | Votos | Escaños | Escaños | Resultado                         |
| Elección | N°           | %     | N°      | +/-     | Resultado                         |
| -------- | ------------ | ----- | ------- | ------- | --------------------------------- |
| 1951     | 102.933 (#6) | 5,68% | 10/200  | 5a      | Oposición                         |
| 1954     | 158.323 (#5) | 7,88% | 13/200  | 3       | Oposición (1954-1957)             |
| 1954     | 158.323 (#5) | 7,88% | 13/200  | 3       | Gobierno de coalición (1957–1958) |
| 1958     | 114.617 (#6) | 5,90% | 8/200   | 5       | Gobierno de coalición (1958–1959) |
| 1958     | 114.617 (#6) | 5,90% | 8/200   | 5       | Oposición (1959-1962)             |
| 1962     | 146.005 (#5) | 6,34% | 13/200  | 5       | Gobierno de coalición             |

a Respecto al resultado del Partido Progresista Nacional en 1948.